# Richard Gregg (Hockeyspieler)
Richard George Stanhope Gregg (* 9. Dezember 1883 in Portsmouth; † 20. Mai 1945 in Dublin) war ein irischer Hockeyspieler, der 1908 mit der irischen Nationalmannschaft Olympiazweiter war.
Richard Gregg spielte als Stürmer für die Three Rock Rovers aus Dublin. Bei den Olympischen Spielen 1908 in London traten insgesamt sechs Mannschaften an, darunter vier britische Teams. In der ersten Runde schieden die beiden nichtbritischen Teams aus, während die walisische Mannschaft und die irische Mannschaft ein Freilos hatten. Diese beiden Mannschaften trafen dann im Halbfinale aufeinander, die Iren siegten mit 3:1, wobei Gregg das dritte Tor erzielte. Im Finale unterlagen die Iren den Engländern mit 1:8.